# Bibliothèque municipale de Vantaa
La bibliothèque municipale de Vantaa (finnois : Vantaan kaupunginkirjasto) est un réseau de bibliothèques de la ville de Vantaa en Finlande.

## Présentation
La bibliothèque principale est la bibliothèque de Tikkurila à Tikkurila. 
En 2018, les collections de la bibliothèque comprenaient environ 533 800 éléments, dont environ 376 900 étaient des livres.  
L'information et la fiction sont disponibles en finnois, suédois et anglais, ainsi que dans plusieurs autres langues étrangères. 
Les collections comprennent également de la musique et des films.

## Bibliothèques du réseau
La bibliothèque municipale de Vantaa compte 11 bibliothèques et deux voitures de bibliothèque.
| Nom                               | Adresse                          | Coordonnées                  | Image | Réf.   |
| --------------------------------- | -------------------------------- | ---------------------------- | ----- | ------ |
| Bibliothèque d'Hakunila (fi)      | Kimokuja 5, 01200 Vantaa         | 60° 16′ 39″ N, 25° 06′ 11″ E |       | [ 3 ]  |
| Bibliothèque de Hiekkaharju       | Urheilutie 4, 01370 Vantaa       | 60° 17′ 46″ N, 25° 03′ 29″ E |       | [ 4 ]  |
| Bibliothèque de Kivistö           | Topaasikuja 11, 01700 Vantaa     | 60° 18′ 54″ N, 24° 50′ 55″ E |       | [ 5 ]  |
| Bibliothèque de Koivukylä (fi)    | Ojalehdonkuja 1, 01400 Vantaa    | 60° 19′ 26″ N, 25° 03′ 27″ E |       | [ 6 ]  |
| Bibliothèque de Lumo              | Urpiaisentie 14, 01450 Vantaa    | 60° 21′ 06″ N, 25° 04′ 34″ E |       | [ 7 ]  |
| Bibliothèque de Länsimäki (fi)    | Suunnistajankuja 2, 01280 Vantaa | 60° 14′ 47″ N, 25° 06′ 54″ E |       | [ 8 ]  |
| Bibliothèque de Martinlaakso (fi) | Laajaniityntie 3, 01620 Vantaa   | 60° 16′ 38″ N, 24° 51′ 06″ E |       | [ 9 ]  |
| Bibliothèque de Myyrmäki          | Paalutori 3, 01600 Vantaa        | 60° 15′ 40″ N, 24° 51′ 13″ E |       | [ 10 ] |
| Bibliothèque de Pointti (fi)      | Hagelstamintie 1, 01520 Vantaa   | 60° 17′ 05″ N, 24° 57′ 32″ E |       | [ 11 ] |
| Bibliothèque de Pähkinärinne (fi) | Mantelikuja 4, 01710 Vantaa      | 60° 15′ 24″ N, 24° 48′ 19″ E |       | [ 12 ] |
| Bibliothèque de Tikkurila         | Lummetie 4, 01300 Vantaa         | 60° 17′ 42″ N, 25° 02′ 32″ E |       | [ 13 ] |
| Bibliothèque mobile Haave         | Lummetie 4, 01300 Vantaa         |                              |       | [ 14 ] |
| Bibliothèque mobile Tarina        | Lummetie 4, 01300 Vantaa         |                              |       | [ 14 ] |

## Groupement Helmet de bibliothèques
La bibliothèque municipale de Vantaa fait partie du réseau de bibliothèques Helmet, qui est un groupement des bibliothèques municipales d'Espoo, d'Helsinki, de Kauniainen et de Vantaa ayant une liste de collections commune et des règles d'utilisation communes.